# Platanthera sonoharae
Platanthera sonoharae är en orkidéart som beskrevs av Genkei Masamune. Platanthera sonoharae ingår i släktet nattvioler, och familjen orkidéer. Inga underarter finns listade i Catalogue of Life.